# Fársala
Fársala (franska: Pharsale, Farsala) är en kommunhuvudort i Grekland.   Den ligger i prefekturen Nomós Larísis och regionen Thessalien, i den centrala delen av landet, 190 km nordväst om huvudstaden Aten. Fársala ligger 145 meter över havet och antalet invånare är 10 380.
Terrängen runt Fársala är platt norrut, men söderut är den kuperad. Runt Fársala är det ganska glesbefolkat, med 38 invånare per kvadratkilometer. Fársala är det största samhället i trakten. Trakten runt Fársala består till största delen av jordbruksmark.